# Флаттершай
Флаттершай (англ. Fluttershy) — жёлтая пони-пегас, одна из главных героинь мультсериала Дружба — это чудо. Её знак отличия — три розовые бабочки. Живёт в маленьком доме возле Вечнозелёного леса и заботится о животных. Её питомцем является кролик Энджел, а также перевоспитала и подружилась с Дискордом. Была придумана Лорен Фауст, и как Пинки Пай озвучена актрисой Андреей Либман. Флаттершай воплощает элемент доброты. 

## Создание
Вдохновлённая игрушкой детства – земной пони Поузи из первого поколения, Лорен Фауст создаёт Флаттершай. В первом наброске она сильно напоминает Поузи. Её отличительный знак – три розово-голубых бабочки – аналогичен метке Скай Скиммер, являющейся земной пони из второго поколения. Имя Флаттершай принадлежит пони из третьего поколения, которая являлась фотографом-энтузиастом.
Сначала Лорен Фауст хотела сделать Флаттершай земной пони, но потом решила сделать её пегасом, позаимствовав крылья у Пинки Пай.

## Биография
В серии «История знаков отличия» Флаттершай рассказывает, что жила в Клаудсдейле, и будучи жеребёнком, была плохим летуном, отчего над ней часто издевались остальные пегасы, впоследствии появляющиеся в 16 серии 1 сезона.
Флаттершай была выше других жеребят и имела небольшие крылья. Во время гонки пони падает и, спасённая роем бабочек, поёт. Скоро в небе происходит звуковая радуга, которую все животные пугаются и из-за которой разбегаются. Флаттершай успокаивает и утешает их, зарабатывая отличительный знак, указывающий на её способность ладить с животными.
Показанная семья Флаттершай включает в себя престарелых родителей и брата на иждивении первых — впоследствии обретающий собственный жизненный путь и сходящий с обеспечения опекунов.
В мультсериале персонаж проходит стадии личностного развития и психологически крепнет вместе с остальными протагонистами.

## Описание персонажа
Флаттершай — жёлтая пегас с розовой гривой, основанная на земной пони из первого поколения пони Поузи. Её знак отличия обозначает любовь к природе и талант хранителя животных. Верная своему имени, пони демонстрирует «милую застенчивость, мягкий тихий голос и проявляет нежную заботу о природе».
Флаттершай обладает уникальной привязанностью к животным, что позволяет ей общаться с ними. Проживая в уединённом луговом домике, она заботится о лесных существах, таких как «коварный и своенравный» кролик Энджел. Во многих эпизодах проявляет твёрдость натуры всякий раз, когда причиняется вред другу или животному, что отлично от классического её поведения.
Способность героини «взгляд» заставляет любое существо, которое встречается с ней глазами, становиться бессильным и неподвижным, пока умение действует. Фауст любила уделять больше экранного времени Флаттершай из-за её «достойной борьбы» со страхом, которая, по словам создательницы, приносит потенциал не только повествованию, но и разработке сюжета в целом.
Когда режиссёра мультсериала спросили, существует ли романтический интерес у героини к драконикусу Дискорду, тот ответил, что это «открыто для интерпретации». Известно, что Флаттершай и Дискорд остаются лучшими друзья в течение всего сюжета, кроме того второй утверждает, что «в любовь, как и во всё белое и пушистое, он не верит».

## Фэндом
Утверждается, что взрослые поклонники сериала, воспринимающие Флаттершай любимым персонажем, реже подвергаются преследованиям за свои увлечения. В сравнении с остальными брони, они имеют низшую самооценку, чаще испытывают депрессии и менее склонны к психопатии и макиавеллизму. Кроме того, реже занимаются косплеем и смотрят меньше порнографии.